# Hunayn ibn Ishaq
حنين بن إسحاق (arabe) ; ܚܢܝܢ ܒܪ ܐܝܣܚܩ (syriaque)
Hunayn Ibn Ishaq ou Abū Zayd Ḥunayn ibn Isḥāq al-'Ibādī, né à Al-Hira v. 808 et mort à Bagdad en 873, est un médecin, traducteur et enseignant syriaque de Bagdad, de religion chrétienne nestorienne, qui a servi neuf califes.
Connu en occident sous le nom latin de « Iohannitius » ou « Johannitius », célèbre par ses traductions d'ouvrages grecs, notamment médicaux, vers le syriaque, la langue de culture de sa communauté religieuse, et l'arabe, sa langue maternelle, il était surnommé le « maître des traducteurs ».

## Biographie
Il a écrit une autobiographie, exploitée par Ibn Abi Usaybi'a pour le chapitre qu'il lui consacre. Originaire d'Al-Hira (ancienne capitale de la dynastie arabe des Lakhmides, sur le Bas-Euphrate) où il naît en 808, issu de la tribu des Banū l-'Ibād, fils d'un pharmacien nestorien, il devient lui-même diacre de l'Église nestorienne.
Il quitte sa petite ville à son adolescence, pour s'installer dans la ville de Bagdad, où il suit les cours de médecine de Yuhanna ibn Masawaih, qui finit paraît-il par le chasser avec mépris. Il fait ensuite un voyage de deux ans qui l'aurait mené à Alexandrie et en territoire byzantin, apprenant ainsi le grec ancien, puis il séjourne quelque temps à Bassora avant de revenir à Bagdad, vers 826. Selon Ibn Abi Usaybi'a, il est alors remarqué par Gabriel bar Bokhticho et réconcilié par celui-ci avec Yuhanna ibn Masawaih. Il commence par traduire en arabe L'Anatomie de Galien pour le compte de Gabriel, puis les Aphorismes d'Hippocrate pour Yuhanna (qui finit par lui dédier ses propres Aphorismes et l'appeler son « très cher fils »). Il se spécialise alors dans la traduction des ouvrages médicaux grecs en syriaque et en arabe (à partir du grec ou du syriaque).
Vers 830, il est chargé de superviser les traducteurs de la Maison de la sagesse (Bayt al-Hikma) du calife al-Mamun. Ensuite il participe notamment aux conférences de savants organisées par le calife al-Wathiq (842 - 847), qui le charge de rédiger une sorte d'encyclopédie médicale. Il devient premier médecin du calife sous Ja'far al-Mutawakkil (847-861). Mais il est en butte à l'hostilité du groupe des médecins originaires de Gundishapur, qui parviennent à un moment à le faire fustiger et emprisonner ; rappelé par le calife tombé malade, et ayant réussi à le guérir, il rentre en grâce et ses détracteurs sont contraints à le dédommager. Il effectue de nombreux voyages à la recherche de livres : au moins un second dans l'Empire byzantin, et d'autres notamment en Syrie, Haute-Mésopotamie et Palestine. Deux de ses fils, Dāwūd et Ishāq, deviennent médecins comme lui, et il écrit des livres à leur intention.
Il est connu pour son éthique en tant que médecin. Le calife Jafar al-Mutawakkil lui aurait demandé en échange d'une grande somme d'argent de préparer un poison pour qu'il puisse se débarrasser de l'un de ses ennemis. Mais Hunayn refusa la demande en lui disant :
« Ma Science ne porte, écrit-il, que sur les substances bénéfiques ; je n’en ai pas étudié d’autres. Deux choses m’ont retenu de préparer le poison mortel : ma religion et ma profession. La première m’enseigne que nous devons faire du bien même à nos ennemis, et à plus forte raison à nos amis. Quant à ma profession, elle a été instituée pour le plus grand bénéfice de l’humanité, dans le but exclusif de guérir et de soulager. En outre, comme tous les médecins, j’ai juré de ne donner à personne aucune substance mortelle. »
Prenant cela comme une provocation, le calife l'emprisonne et menace de l'exécuter s'il n'accepte pas de préparer ce poison. Comme il refuse toujours d'obéir aux ordres, le calife le libère et le récompense en lui offrant une grande somme d'argent pour son intégrité morale. Il sert ensuite le calife comme médecin personnel. Il meurt à Bagdad en 873 certains auteurs donnant 877.

## Œuvre
On lui attribue une centaine d'ouvrages, dont la moitié environ existent encore de nos jours, en général dans des manuscrits car très peu ont été l'objet d'une édition imprimée. Une grande partie a dû être rédigée en syriaque, mais presque tout n'a été conservé qu'en arabe. Fuat Sezgin ajoute une liste de quatorze ouvrages connus par des citations faites par des auteurs postérieurs (en particulier Rhazès). Il s'agit en majorité de résumés ou de commentaires des œuvres de Galien, le plus grand médecin grec de l'Antiquité. Un certain nombre de textes sont présentés sous forme de séries de questions-réponses, ce qui était de règle dans des livres destinés à l'enseignement.

### Médecine
Sur les problèmes généraux de la médecine, on conserve : les Questions sur la médecine (Al Masa'il fi al-Tibb, livre de référence de la médecine médiévale, sans doute complété par Hubaysh, conservé en versions syriaque et arabe) ; Les morceaux choisis et les trésors des médecins. Dans le domaine de l'ophtalmologie, une de ses spécialités : Dix traités sur l'œil ; le Livre des questions sur l'œil ; le Livre sur les différentes maladies de l'œil. Dans le domaine de la pharmacopée : une Compilation des cinq premiers traités de Galien sur la force des simples et un Abrégé du traité des simples. Dans le domaine de l'hygiène : un Traité sur le coït ; un Livre des secrets des philosophes sur le coït ; un Discours sur le bain. Dans le domaine de la diététique : Les aliments ; Les bienfaits de la nourriture ; La façon saine de faire usage de la nourriture et de la boisson ; le Livre sur l'utilité des sortes de mets ; La vigne ; Les légumes et leurs propriétés ; Le jus de légume ; Les fruits et leur utilité ; L'utilité de la viande de volaille ; Le petit-lait, ses vertus et son utilité ; Les qualités du lait ; Comment traiter les obèses ; Comment traiter ceux qui sont trop maigres. La BnF reprend l'attribution du Kanz al-fawāʾid fī tanwīʿ al-mawāʾid, important livre de 830 recettes de cuisine publié en Égypte. On a également un Traité sur la prophylaxie et la thérapie des dents ; Les douleurs de l'estomac ; Le traitement des mélancoliques (psychiatrie) ; Ce que dit Galien sur les parties naturelles des femmes (gynécologie) ; Ce que dit Hippocrate sur les nouveau-nés à huit mois (pédiatrie, texte écrit pour la mère du prince héritier du calife al-Mutawakkil) ; Traité sur les soins à donner aux convalescents, à partir des écrits de Galien. En dehors du domaine de la médecine, on a : Le ciel et l'univers ; L'action du soleil et de la lune ; Que la lumière n'est pas une substance (d'après Aristote) ; Sur le chatouillement ; Discours sur la mort ; Aphorismes des philosophes et savants de l'Antiquité.
Les quatorze traités dont on a seulement des citations sont : La préparation des médicaments ; Les médicaments composés ; La saignée ; Les médicaments de l'œil ; Le livre de la vue ; Les médicaments choisis ; Le traitement de la gale ; Le livre de la thériaque ; Le traitement du coup de chaleur ; Le traitement de la convalescence ; Le traité des signes ; Les médicaments de substitution ; Les questions sur l'urine ; Les questions sur les maladies aiguës.

### Autres sujets
Il faut d'autre part ajouter son « autobiographie » (en fait une Lettre sur les difficultés et les malheurs qu'il a traversés), qui est largement citée par Ibn Abi Usaybi'a dans le chapitre qu'il lui consacre, et une autre lettre, À 'Alī ibn Yaḥyā sur les livres de Galien qui, à sa connaissance, ont été traduits, ainsi que sur quelques-uns qui ne l'ont pas été.
On possède aussi une réponse qu'il fit au savant musulman Ibn al-Munajjīm qui avait écrit un texte intitulé La Preuve (Al-Buhrān) où ce dernier prétendait démontrer par la logique la vérité de la prophétie de Mahomet. Dans Fi kayfiyyat idrak haqiqatat al-diyana (« Comment comprendre la vérité de la religion »), Hunayn engage la polémique avec l'islamen répondant au défi que lui lance son ami musulman Ibn al-Munajjim (m. 888). Ce dernier prétend démontrer la vérité de sa propre foi. Hunayn lui répond par une méditation sur les motifs qui poussent à adhérer à une religion. Il distingue les motifs d'adhérer au faux (par exemple la contrainte). Il conclut que le christianisme ne correspond à aucun d'eux. Et les motifs d'adhérer au vrai. À la différence d'Ammar al-Basri, il ne s'en tient pas au seul critère du miracle, mais y ajoute des causes plus rationnelles.
Il a écrit des livres de philosophie, dont Nawadir al-falasifa wa l-ḥukamā’ (« Anecdotes sur les philosophes et les sages ») , qui mêle des citations de philosophes antiques à ses propres réflexions,. Ce texte est perdu et ne nous est connu que par le biais d'un résumé intitulé Adab al-falasifa. Hunayn s'y appuyait semble-t-il principalement sur les Grecs (Galien, Hippocrate, Homère). Il évoque le personnage coranique de Luqman, mais dépouillé de son caractère religieux. Il cite Salomon, mais il le présente comme un sage parmi les autres, non comme un prophète. C'est l'enseignement moral qui est mis au premier plan dans le texte. 

## Traductions

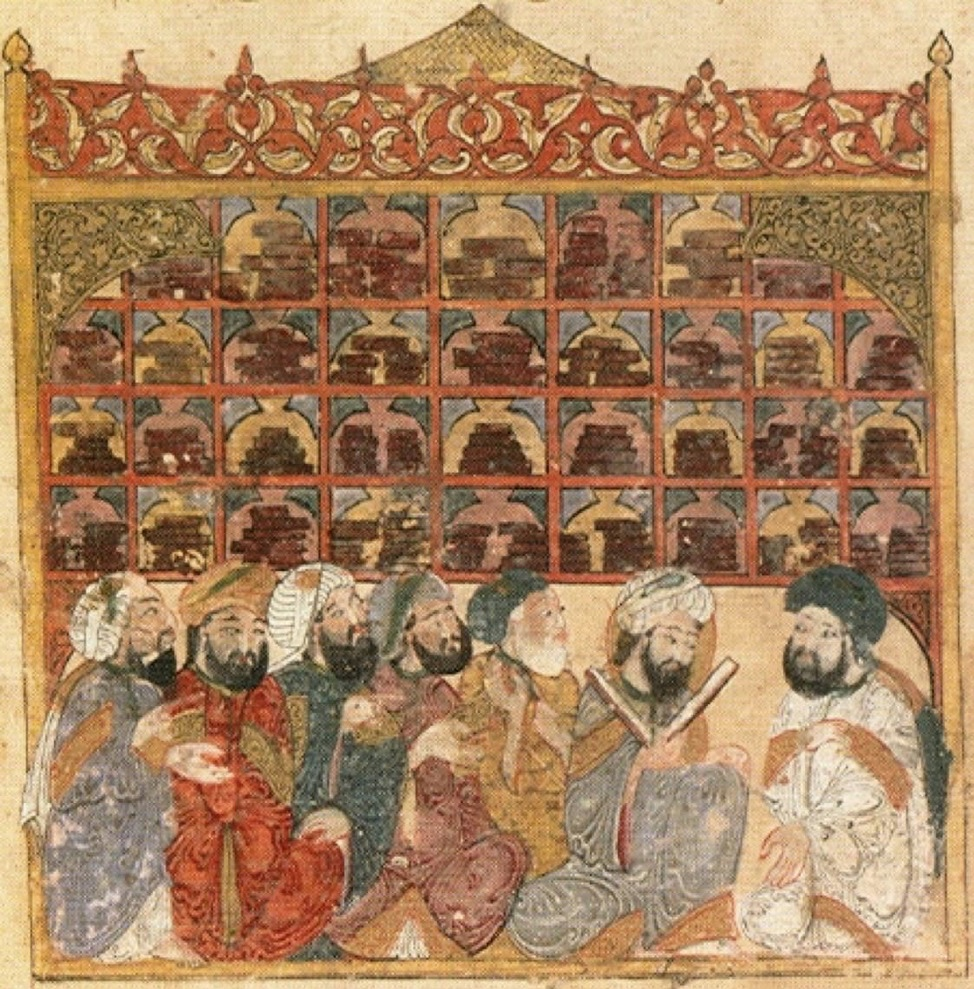
Une bibliothèque à l'époque abbasside. Les livres étaient couchés à plat, on lisait leur nom sur la tranche. Illustration tirée des Maqâmât d'al-Hariri.

Hunayn a mis sur pied une entreprise familiale privée de traduction qui produisait à la demande. Ce travail était alors très lucratif : selon Ibn Abi Usaybi'a, le calife al-Mamun rétribuait les traducteurs au poids, un dinar pour un livre de manuscrit. Le centre de l'activité était la littérature médicale d'origine grecque, et Hunayn a rassemblé toute une équipe de collaborateurs qui étaient médecins de formation, dont son fils Ishâq (né vers 830) et son neveu Hubaysh, et d'autres moins connus comme Isâ ibn Yahyâ ibn Ibrâhim, Étienne ibn Bâsil, Musâ ibn Khalid et Yahyâ ibn Hârûn. Quant aux commanditaires, dans sa lettre sur les traductions de Galien, Hunayn en cite une vingtaine : des médecins nestoriens (d'abord Gabriel bar Bokhticho et Yuhanna ibn Masawaih, puis Salmawayh ibn Bunân, qui lui a commandé quatorze livres de Galien, Bakhticho le fils de Gabriel, avec qui il se brouilla, Isrâ'il al-Tayfûrî), des dignitaires musulmans cultivés ('Alî ibn Yahyâ al-Munajjîm, propriétaire de l'une des plus grandes bibliothèques de Bagdad, les trois frères Banû Mûsâ ibn Shâkir, Muhammad ibn 'Abd al-Malik al-Zayyât, vizir du calife al-Mu'tasim, qui payait les traductions deux cents dinars par mois, Ishâq ibn Ibrâhîm al-Tâhirî, chef de la police de Bagdad sous al-Mamun, le haut fonctionnaire Abû l-Hasan Ahmad ibn al-Mudabbir...). Hunayn ne cite dans sa lettre aucun calife parmi les commanditaires.
Les trois langues en jeu étaient le grec ancien, le syriaque et l'arabe. Hunayn était l'un des rares à savoir le grec (avec son fils Ishaq), et il établissait (ou révisait) souvent les versions syriaques des textes grecs, que ses collaborateurs traduisaient ensuite en arabe. Mais sa souveraine maîtrise de la langue arabe est également célébrée par toute la tradition, et il a grandement contribué à élever cette langue au rang d'organe des sciences et de la philosophie. Il avait d'ailleurs composé un lexique syriaque-arabe à destination de ses collaborateurs et émules, qui est malheureusement perdu.
Le mouvement de traduction entre les trois langues avait commencé bien avant, et dans sa lettre Hunayn cite à la fois des chrétiens melkites, qui en général passaient directement du grec à l'arabe, et des jacobites et des nestoriens, qui avaient beaucoup traduit du grec au syriaque, puis en arabe. On peut citer Serge de Reshaina, traducteur d'Hippocrate et de Galien en syriaque, fréquemment cité par Hunayn qui est souvent parti de son travail, Théophile d'Édesse, Job d'Édesse, Thomas d'Édesse (qui a collaboré avec Hunayn). Hunayn a renouvelé les méthodes de traduction, si bien d'ailleurs qu'il a souvent, non seulement révisé, mais refait entièrement des traductions déjà faites. Il manifeste d'abord le souci d'établir le meilleur texte possible, en se donnant beaucoup de peine à rechercher les meilleurs manuscrits (il parle de copies incorrectes, de collation de plusieurs manuscrits, etc.). Il insiste non seulement sur la parfaite maîtrise nécessaire de la langue de départ et de la langue d'arrivée, mais aussi sur la compréhension profonde du sujet du texte, rompant ainsi avec les méthodes mécaniques de traduction : plus de traduction mot par mot, en ignorant les différences syntaxiques entre les langues, et en décalquant les figures de style au risque du contresens. « Les versions de Hunayn, écrit Gotthelf Bergsträsser, apparaissent comme les meilleures grâce à leur extrême correction. [...] On a l'impression que cela n'est pas obtenu au prix d'un effort laborieux, mais par une maîtrise libre et sûre de la langue. On constate la frappante exactitude d'expressions obtenues sans verbosité. C'est ce qui constitue l'éloquence (fasaha) de Hunayn ». Hunayn est aussi le véritable créateur de la terminologie arabe, étant donné l'absence totale de termes scientifiques dans cette langue : il invente donc un vocabulaire scientifique et technique, soit en décalquant les mots grecs (ainsi philosophia est arabisé en falsafa), soit en inventant des équivalents de sens (ainsi, le terme médical « pylore » / πυλωρός qui veut dire gardien en grec ancien, a été rendu par bawwâb, « portier »).
D'après sa lettre à 'Alî ibn Yahyâ (datant de 856), où il énumère 129 textes de Galien (authentiques ou apocryphes), Hunayn en a déjà traduit lui-même 88 (et il continuera), certains partiellement, d'autres plusieurs fois. Il a donc traduit majoritairement du grec au syriaque, mais il a traduit aussi 40 textes en arabe, dont 30 avaient une version arabe antérieure. Cette activité de traduction de Galien s'est poursuivie toute sa vie (il a traduit Le livre des fièvres en syriaque à dix-sept ans, et sa mort à soixante-cinq ans l'a empêché d'achever une version arabe des Diverses branches de la médecine), et on peut dire qu'il a transmis globalement cette œuvre au monde arabe.
Mais le travail sur Galien n'a représenté qu'une partie de son activité de traducteur, puisqu'on lui attribue (parfois de façon incertaine) environ deux cents traductions. Dans le domaine médical, il a traduit de plus : en syriaque La Matière médicale de Dioscoride en entier (y compris les livres VI et VII apocryphes), révisant de plus la version arabe d'Istifân ibn Basîl ; en syriaque (et peut-être en arabe) la première partie des Collections médicales d'Oribase, ainsi que l'abrégé établi par Oribase pour son fils Eustathe ; en arabe la somme en sept livres de Paul d'Égine ; plusieurs livres de Rufus d'Éphèse ; le commentaire de Soranos d'Éphèse sur le traité La Nature de l'embryon d'Hippocrate. Il faut remarquer qu'en dehors des Aphorismes, l'œuvre d'Hippocrate est restée en dehors de son activité, ainsi par exemple que l'essentiel de celle de Soranos.
En dehors de la littérature médicale, Hunayn a traduit en syriaque les Catégories et l'Interprétation d'Aristote (dont son fils Ishaq a réalisé la version arabe), les Premiers et Second analytiques (en collaboration avec son fils), la Rhétorique et la Poétique ; en outre il a traduit en arabe la Métaphysique, la Physique, La génération et la corruption, le traité De l'âme et les Plantes. De Platon, il a traduit La République, Les Lois et Timée. D'Alexandre d'Aphrodise (en syriaque) : Les Principes du Tout selon l'opinion d'Aristote, le Traité sur la différence entre la nature et le genre et le commentaire sur la Physique d'Aristote. Il a également réalisé d'autres traductions dans des domaines divers : ainsi, plusieurs des textes d'alchimie en langues syriaque et arabe publiés par Rubens Duval sont des traductions d'Hunayn ; d'ailleurs il avait établi un lexique d'alchimie, utilisé au siècle suivant par Hasan bar Bahlul pour son lexique syriaque-arabe. Enfin, pendant sa période d'emprisonnement paraît-il, il avait entrepris une traduction de la Bible en arabe, et sa version était selon al-Masû'dî la meilleure qu'il connaissait.

## Édition de textes
- Galāl Muḥammad Mūsā (éd.), Al Masa'il fi al-Tibb lil Muta'allimin, Le Caire, 1978 ; traduction anglaise de Paul Ghalioungui (Questions on medicine for scholars), Le Caire, 1980.
- Jean-Baptiste Chabot (éd.), « Version syriaque de traités médicaux dont l'original arabe n'a pas été retrouvé », Notices et extraits des manuscrits de la Bibliothèque nationale, t. 43, Paris, 1965, p. 77-143 (Contient une partie de la version syriaque des Questions sur la médecine)[28].
- Max Meyerhof (éd.), The Book of the Ten Treatises on the Eye Ascribed to Hunayn ibn Ishâq, Le Caire, 1928 ; réimpr. Francfort-sur-le-Main, Institut for the History of Arabic-Islamic Science, 1996.